# 香月堂 (広島県)
株式会社香月堂（こうげつどう）は、広島県広島市にある菓子製造メーカー。

## 概要
和菓子から洋菓子まで菓子の製造・販売を手掛ける。中でも「もみじ饅頭」、「安芸もみじ」、「ゴールドもみじ」は著名で広島のお土産としても広く親しまれている。

## 取扱商品
- もみじ饅頭（こしあん、粒あん、クリーム、チョコレート、抹茶）
  - カープもみじ饅頭
- 安芸もみじ
- ミルフォリヤン
- 生キャラメルもみじ
- もみじパイ

など

## 販売店
- 広島駅ekie店
- 広島駅銘品館店
- ゆめタウン東広島店
- フジグラン高陽店
- フジグラン安芸店

など